# 魏丁根
魏丁根是德国莱茵兰-普法尔茨州的一个市镇。总面积5.84平方公里，总人口167人，其中男性90人，女性77人（2011年12月31日），人口密度29人/平方公里。